# Bóng đá tại Thế vận hội Mùa hè 2024 – Giải đấu Nữ
Giải bóng đá nữ tại Thế vận hội Mùa hè 2024 sẽ được tổ chức từ ngày 25 tháng 7 đến ngày 10 tháng 8 năm 2024. Đây sẽ là giải đấu bóng đá nữ Thế vận hội lần thứ 8 được tổ chức. Cùng với nội dung thi đấu của nam, giải bóng đá Thế vận hội Mùa hè 2024 sẽ được tổ chức tại bảy thành phố của Pháp. Trận chung kết sẽ được diễn ra tại sân vận động Công viên các Hoàng tử ở Paris. Không có giới hạn độ tuổi cầu thủ cho các đội tuyển tham dự giải đấu.
Canada là đội tuyển nắm giữ tấm huy chương vàng, nhưng đã bị Đức loại ở tứ kết.
Hoa Kỳ giành huy chương vàng lần thứ năm trong lịch sử và là lần đầu tiên kể từ năm 2012 khi đánh bại Brasil 1–0 ở trận tranh huy chương vàng được tổ chức tại Sân vận động Công viên các Hoàng tử (Paris).

## Lịch thi đấu
Lịch thi đấu của giải như sau.
| G | Vòng bảng | ¼ | Tứ kết | ½ | Bán kết | B | Tranh huy chương đồng | F | Tranh huy chương vàng |

| T5 25 | T6 26 | T7 27 | CN 28 | T2 29 | T3 30 | T4 31 | T5 1 | T6 2 | T7 3 | CN 4 | T2 5 | T3 6 | T4 7 | T5 8 | T6 9 | T7 10 |
| ----- | ----- | ----- | ----- | ----- | ----- | ----- | ---- | ---- | ---- | ---- | ---- | ---- | ---- | ---- | ---- | ----- |
| G     |       |       | G     |       |       | G     |      |      | ¼    |      |      | ½    |      |      | B    | F     |

## Vòng loại
Ngoài chủ nhà Pháp, 11 đội tuyển nữ quốc gia đủ điều kiện tham dự từ 6 liên đoàn châu lục riêng biệt. Ban tổ chức các giải đấu FIFA đã phê chuẩn việc phân bổ các suất vé tại cuộc họp Ban chấp hành vào ngày 24 tháng 2 năm 2022.
| Giải đấu vòng loại                                                  | Ngày diễn ra             | (Các) địa điểm   | Số suất tham dự | Các đội tuyển vượt qua vòng loại |
| ------------------------------------------------------------------- | ------------------------ | ---------------- | --------------- | -------------------------------- |
| Chủ nhà                                                             | —                        | —                | 1               | Pháp                             |
| Giải vô địch bóng đá nữ Bắc, Trung Mỹ và Caribe 2022                | 4 – 18 tháng 7 năm 2022  | Mexico           | 1               | Hoa Kỳ                           |
| Cúp bóng đá nữ Nam Mỹ 2022                                          | 8 – 30 tháng 7 năm 2022  | Colombia         | 2               | Brasil · Colombia                |
| Play-off khu vực Bắc, Trung Mỹ và Caribe                            | 22 – 26 tháng 9 năm 2023 | Jamaica · Canada | 1               | Canada                           |
| Vòng loại bóng đá nữ Thế vận hội Mùa hè 2024 khu vực châu Đại Dương | 7 – 19 tháng 2 năm 2024  | Samoa            | 1               | New Zealand                      |
| Vòng chung kết Giải vô địch bóng đá nữ các quốc gia châu Âu 2024    | 23 – 28 tháng 2 năm 2024 | Nhiều địa điểm   | 2               | Tây Ban Nha · Đức                |
| Vòng loại bóng đá nữ Thế vận hội Mùa hè 2024 khu vực châu Á         | 24 – 28 tháng 2 năm 2024 | Nhiều địa điểm   | 2               | Úc · Nhật Bản                    |
| Vòng loại bóng đá nữ Thế vận hội Mùa hè 2024 khu vực châu Phi       | 5 – 9 tháng 4 năm 2024   | Nhiều địa điểm   | 2               | Nigeria · Zambia                 |
| Tổng cộng                                                           |                          |                  | 12              |                                  |

1. 1 2  Ngày và địa điểm của vòng chung kết (hoặc vòng loại cuối của quá trình vòng loại); các giai đoạn vòng loại khác nhau có thể diễn ra ở nhiều địa điểm khác nhau.

## Địa điểm
Giải đấu được tổ chức tại 7 địa điểm thuộc 7 thành phố:
- Sân vận động Bordeaux mới, Bordeaux
- Parc Olympique Lyonnais, Décines-Charpieu (Lyon)
- Sân vận động Vélodrome, Marseille
- Sân vận động Beaujoire, Nantes
- Allianz Riviera, Nice
- Sân vận động Công viên các Hoàng tử, Paris
- Sân vận động Geoffroy-Guichard, Saint-Étienne

## Đội hình
Giải đấu nữ là một giải đấu quốc tế đầy đủ với độ tuổi tham dự không giới hạn. Mỗi đội tuyển phải gửi một danh sách thi đấu gồm 18 cầu thủ, hai trong số đó phải là thủ môn. Ngoài ra, mỗi đội cũng có thể gửi danh sách bốn cầu thủ dự phòng, những cầu thủ có thể thay thế bất kỳ cầu thủ nào trong đội hình chính nếu cầu thủ đó gặp chấn thương khi giải đấu đang diễn ra.

## Trọng tài
Vào ngày 3 tháng 4 năm 2024, FIFA đã công bố danh sách trọng tài sẽ điều hành tại Thế vận hội.
| Liên đoàn | Trọng tài                    | Trợ lý trọng tài                                      |
| --------- | ---------------------------- | ----------------------------------------------------- |
| AFC       | Yamashita Yoshimi (Nhật Bản) | Makoto Bozono (Nhật Bản) Naomi Teshirogi (Nhật Bản)   |
| AFC       | Kim Yu-jeong (Hàn Quốc)      | Joanna Charaktis (Úc) Park Mi-suk (Hàn Quốc)          |
| CAF       | Bouchra Karboubi (Maroc)     | Fatiha Jermoumi (Maroc) Diana Chikotesha (Zambia)     |
| CONCACAF  | Katia García (México)        | Karen Díaz (México) Sandra Ramírez (México)           |
| CONCACAF  | Tori Penso (Hoa Kỳ)          | Brooke Mayo (Hoa Kỳ) Kathryn Nesbitt (Hoa Kỳ)         |
| CONMEBOL  | Edina Alves Batista (Brasil) | Neuza Back (Brasil) Fabrini Bevilaqua (Brasil)        |
| CONMEBOL  | Emikar Calderas (Venezuela)  | Mary Blanco (Colombia) Migdalia Rodríguez (Venezuela) |
| UEFA      | Rebecca Welch (Anh)          | Emily Carney (Anh) Franca Overtoom (Hà Lan)           |
| UEFA      | Tess Olofsson (Thụy Điển)    | Francesca Di Monte (Ý) Almira Spahić (Thụy Điển)      |

| Liên đoàn | Trọng tài                         |
| --------- | --------------------------------- |
| AFC       | Veronika Bernatskaia (Kyrgyzstan) |
| CAF       | Shamirah Nabadda (Uganda)         |
| CONCACAF  | Odette Hamilton (Jamaica)         |
| CONMEBOL  | Anahí Fernández (Uruguay)         |
| UEFA      | Frida Klarlund (Đan Mạch)         |
| UEFA      | Jelena Cvetković (Serbia)         |

| Liên đoàn         | Trợ lý trọng tài video                |
| ----------------- | ------------------------------------- |
| Các trọng tài nam |                                       |
| AFC               | Khamis Al-Marri (Qatar)               |
| AFC               | Sivakorn Pu-udom (Thái Lan)           |
| CAF               | Lahlou Benbraham (Algérie)            |
| CAF               | Mahmoud Ashour (Ai Cập)               |
| CONCACAF          | Daneon Parchment (Jamaica)            |
| CONCACAF          | Guillermo Pacheco (México)            |
| CONMEBOL          | Héctor Paletta (Argentina)            |
| CONMEBOL          | Rodrigo Carvajal (Chile)              |
| CONMEBOL          | Leodán González (Uruguay)             |
| UEFA              | Ivan Bebek (Croatia)                  |
| UEFA              | David Coote (Anh)                     |
| UEFA              | Jérôme Brisard (Pháp)                 |
| UEFA              | Paolo Valeri (Ý)                      |
| UEFA              | Rob Dieperink (Hà Lan)                |
| UEFA              | Ovidiu Hațegan (România)              |
| UEFA              | Carlos del Cerro Grande (Tây Ban Nha) |
| Các trọng tài nữ  |                                       |
| AFC               | Kate Jacewicz (Úc)                    |
| CONCACAF          | Tatiana Guzmán (Nicaragua)            |
| CONMEBOL          | Daiane Muniz (Brasil)                 |
| UEFA              | Katalin Kulcsár (Hungary)             |

## Bốc thăm
Lễ bốc thăm giải đấu được tổ chức vào ngày 20 tháng 3 năm 2024, lúc 20:00 CEST (UTC+1), tại tòa nhà Pulse ở Paris, Pháp.
12 đội tuyển được bốc thăm chia thành 3 bảng, mỗi bảng 4 đội. Chủ nhà Pháp tự động được xếp vào nhóm hạt giống số 1 và ở vị trí A1. Các đội còn lại được xếp vào các nhóm hạt giống tương ứng dựa trên bảng xếp hạng bóng đá nữ thế giới được công bố vào ngày 15 tháng 3 năm 2024 (hiển thị trong ngoặc đơn bên dưới). Không bảng nào có nhiều hơn một đội tuyển từ cùng một liên đoàn.
| Nhóm 1                                              | Nhóm 2                                | Nhóm 3                                  | Nhóm 4                                          |
| --------------------------------------------------- | ------------------------------------- | --------------------------------------- | ----------------------------------------------- |
| - Pháp (3) (chủ nhà) - Tây Ban Nha (1) - Hoa Kỳ (4) | - Đức (5) - Nhật Bản (7) - Canada (9) | - Brasil (10) - Úc (12) - Colombia (23) | - New Zealand (28) - Nigeria (36) - Zambia (65) |

Ghi chú
1. ↑  Các đội đủ điều kiện từ châu Phi không được xác định ở thời điểm bốc thăm nên các suất giữ chỗ được đặt tên theo thứ tự lần lượt là "CAF 1" và "CAF 2".

## Vòng bảng
Các đội tuyển tham dự được chia thành 3 bảng, mỗi bảng 4 đội, được ký hiệu lần lượt là A, B và C. Các đội tại mỗi bảng sẽ thi đấu với nhau theo thể thức vòng tròn một lượt. Hai đội đứng đầu mỗi bảng và hai đội đứng thứ ba có thành tích tốt nhất giành quyền vào tứ kết.
Tất cả thời gian đều là giờ địa phương, CEST (UTC+2).

### Các tiêu chí
Thứ hạng của các đội tuyển trong vòng bảng được xác định như sau:
1. Điểm thu được trong tất cả các trận đấu bảng (ba điểm cho 1 trận thắng, một điểm cho 1 trận hòa, không điểm cho 1 trận thua);
2. Hiệu số bàn thắng thua trong tất cả các trận đấu vòng bảng;
3. Số bàn thắng ghi được trong tất cả các trận đấu vòng bảng;
4. Điểm thu được trong các trận đấu giữa các đội tuyển được đề cập;
5. Hiệu số bàn thắng thua trong các trận đấu giữa các đội tuyển được đề cập;
6. Số bàn thắng ghi được trong các trận đấu giữa các đội tuyển được đề cập;
7. Điểm đoạt giải phong cách trong tất cả các trận đấu bảng (chỉ có thể áp dụng một khoản khấu trừ cho một cầu thủ trong một trận đấu):   - Thẻ vàng: −1 điểm;
  - Thẻ đỏ gián tiếp (thẻ vàng thứ hai): −3 điểm;
  - Thẻ đỏ trực tiếp: −4 điểm;
  - Thẻ vàng và thẻ đỏ trực tiếp: −5 điểm;
8. Bốc thăm.

### Bảng A
| VT | Đội         | ST | T | H | B | BT | BB | HS | Đ | Giành quyền tham dự                 |
| -- | ----------- | -- | - | - | - | -- | -- | -- | - | ----------------------------------- |
| 1  | Pháp (H)    | 3  | 2 | 0 | 1 | 6  | 5  | +1 | 6 | Đi tiếp vào vòng đấu loại trực tiếp |
| 2  | Canada      | 3  | 3 | 0 | 0 | 5  | 2  | +3 | 3 | Đi tiếp vào vòng đấu loại trực tiếp |
| 3  | Colombia    | 3  | 1 | 0 | 2 | 4  | 4  | 0  | 3 | Đi tiếp vào vòng đấu loại trực tiếp |
| 4  | New Zealand | 3  | 0 | 0 | 3 | 2  | 6  | −4 | 0 |                                     |

1. ↑  Canada bị FIFA trừ 6 điểm vào ngày 27 tháng 7 năm 2024 vì thành viên ban huấn luyện đội tuyển này đã do thám đối thủ bằng máy bay không người lái bất hợp pháp tại một địa điểm tập luyện chính thức.[10] Quyết định này đã được CAS duy trì vào ngày 31 tháng 7.[11]

| Canada                      | 2–1      | New Zealand |
| --------------------------- | -------- | ----------- |
| - Lacasse 45+4' - Viens 79' | Chi tiết | - Barry 13' |

| Pháp                        | 3–2      | Colombia                      |
| --------------------------- | -------- | ----------------------------- |
| - Katoto 6', 42' - Dali 18' | Chi tiết | - Usme 54' (ph.đ.) - Paví 64' |

| New Zealand | 0–2      | Colombia                    |
| ----------- | -------- | --------------------------- |
|             | Chi tiết | - Restrepo 27' - Santos 72' |

| Pháp         | 1–2      | Canada                        |
| ------------ | -------- | ----------------------------- |
| - Katoto 42' | Chi tiết | - Fleming 58' - Gilles 90+12' |

| New Zealand  | 1–2      | Pháp              |
| ------------ | -------- | ----------------- |
| - Taylor 43' | Chi tiết | - Katoto 22', 49' |

| Colombia | 0–1      | Canada       |
| -------- | -------- | ------------ |
|          | Chi tiết | - Gilles 61' |

### Bảng B
| VT | Đội    | ST | T | H | B | BT | BB | HS | Đ | Giành quyền tham dự                 |
| -- | ------ | -- | - | - | - | -- | -- | -- | - | ----------------------------------- |
| 1  | Hoa Kỳ | 3  | 3 | 0 | 0 | 9  | 2  | +7 | 9 | Đi tiếp vào vòng đấu loại trực tiếp |
| 2  | Đức    | 3  | 2 | 0 | 1 | 8  | 5  | +3 | 6 | Đi tiếp vào vòng đấu loại trực tiếp |
| 3  | Úc     | 3  | 1 | 0 | 2 | 7  | 10 | −3 | 3 |                                     |
| 4  | Zambia | 3  | 0 | 0 | 3 | 6  | 13 | −7 | 0 |                                     |

| Đức                                       | 3–0      | Úc |
| ----------------------------------------- | -------- | -- |
| - Hegering 24' - Schüller 64' - Brand 68' | Chi tiết |    |

| Hoa Kỳ                          | 3–0      | Zambia |
| ------------------------------- | -------- | ------ |
| - Rodman 17' - Swanson 24', 25' | Chi tiết |        |

| Úc                                                                                 | 6–5      | Zambia                                          |
| ---------------------------------------------------------------------------------- | -------- | ----------------------------------------------- |
| - Kennedy 7' - Raso 35' - Musole 58' (l.n.) - Catley 65', 78' (ph.đ.) - Heyman 90' | Chi tiết | - B. Banda 1', 33', 45+2' - Kundananji 21', 56' |

| Hoa Kỳ                                        | 4–1      | Đức         |
| --------------------------------------------- | -------- | ----------- |
| - Smith 11', 44' - Swanson 26' - Williams 89' | Chi tiết | - Gwinn 22' |

| Úc              | 1–2      | Hoa Kỳ                    |
| --------------- | -------- | ------------------------- |
| - Kennedy 90+2' | Chi tiết | - Rodman 43' - Albert 77' |

| Zambia         | 1–4      | Đức                                         |
| -------------- | -------- | ------------------------------------------- |
| - B. Banda 49' | Chi tiết | - Schüller 10', 61' - Bühl 47' - Senß 90+5' |

### Bảng C
| VT | Đội         | ST | T | H | B | BT | BB | HS | Đ | Giành quyền tham dự                 |
| -- | ----------- | -- | - | - | - | -- | -- | -- | - | ----------------------------------- |
| 1  | Tây Ban Nha | 3  | 3 | 0 | 0 | 5  | 1  | +4 | 9 | Đi tiếp vào vòng đấu loại trực tiếp |
| 2  | Nhật Bản    | 3  | 2 | 0 | 1 | 6  | 4  | +2 | 6 | Đi tiếp vào vòng đấu loại trực tiếp |
| 3  | Brasil      | 3  | 1 | 0 | 2 | 2  | 4  | −2 | 3 | Đi tiếp vào vòng đấu loại trực tiếp |
| 4  | Nigeria     | 3  | 0 | 0 | 3 | 1  | 5  | −4 | 0 |                                     |

| Tây Ban Nha                   | 2–1      | Nhật Bản   |
| ----------------------------- | -------- | ---------- |
| - Bonmatí 22' - Caldentey 74' | Chi tiết | - Aoba 13' |

| Nigeria | 0–1      | Brasil           |
| ------- | -------- | ---------------- |
|         | Chi tiết | - Gabi Nunes 37' |

| Brasil          | 1–2      | Nhật Bản                                 |
| --------------- | -------- | ---------------------------------------- |
| - Jheniffer 56' | Chi tiết | - Kumagai 90+2' (ph.đ.) - Tanikawa 90+6' |

| Tây Ban Nha    | 1–0      | Nigeria |
| -------------- | -------- | ------- |
| - Putellas 85' | Chi tiết |         |

| Brasil | 0–2      | Tây Ban Nha                          |
| ------ | -------- | ------------------------------------ |
|        | Chi tiết | - Del Castillo 68' - Putellas 90+17' |

| Nhật Bản                                   | 3–1      | Nigeria        |
| ------------------------------------------ | -------- | -------------- |
| - Hamano 22' - Tanaka 32' - Kitagawa 45+5' | Chi tiết | - Echegini 42' |

### Xếp hạng các đội đứng thứ ba
| VT | Bg | Đội      | ST | T | H | B | BT | BB | HS | Đ | Giành quyền tham dự                 |
| -- | -- | -------- | -- | - | - | - | -- | -- | -- | - | ----------------------------------- |
| 1  | A  | Colombia | 3  | 1 | 0 | 2 | 4  | 4  | 0  | 3 | Đi tiếp vào vòng đấu loại trực tiếp |
| 2  | C  | Brasil   | 3  | 1 | 0 | 2 | 2  | 4  | −2 | 3 | Đi tiếp vào vòng đấu loại trực tiếp |
| 3  | B  | Úc       | 3  | 1 | 0 | 2 | 7  | 10 | −3 | 3 |                                     |

## Vòng đấu loại trực tiếp
Ở vòng đấu loại trực tiếp, nếu trận đấu có tỷ số hòa sau 90 phút thi đấu chính thức, hiệp phụ sẽ được diễn ra (hai hiệp, mỗi hiệp 15 phút) và nếu cần sẽ tiến hành loạt sút luân lưu để xác định đội giành chiến thắng.

### Sơ đồ
|  | Tứ kết                       | Tứ kết                       |                              |       | Bán kết               | Bán kết               |  |  | Tranh huy chương vàng | Tranh huy chương vàng |
|  |                              |                              |                              |       |                       |                       |  |  |                       |                       |
|  | 3 tháng 8 – Nantes           |                              |                              |       |                       |                       |  |  |                       |                       |
|  |                              |                              |                              |       |                       |                       |  |  |                       |                       |
|  | Pháp                         | 0                            |                              |       |                       |                       |  |  |                       |                       |
|  | Pháp                         | 0                            | 6 tháng 8 – Marseille        |       |                       |                       |  |  |                       |                       |
|  | Brasil                       | 1                            |                              |       |                       |                       |  |  |                       |                       |
|  | Brasil                       | 1                            | Brasil                       | 4     |                       |                       |  |  |                       |                       |
|  | 3 tháng 8 – Décines-Charpieu |                              | Brasil                       | 4     |                       |                       |  |  |                       |                       |
|  |                              | Tây Ban Nha                  | 2                            |       |                       |                       |  |  |                       |                       |
|  | Tây Ban Nha (p)              | Tây Ban Nha                  | 2                            | 2 (4) |                       |                       |  |  |                       |                       |
|  | Tây Ban Nha (p)              |                              | 10 tháng 8 – Paris           | 2 (4) |                       |                       |  |  |                       |                       |
|  | Colombia                     | 2 (2)                        |                              |       |                       |                       |  |  |                       |                       |
|  | Colombia                     | 2 (2)                        | Brasil                       | 0     |                       |                       |  |  |                       |                       |
|  | 3 tháng 8 – Paris            |                              | Brasil                       | 0     |                       |                       |  |  |                       |                       |
|  |                              | Hoa Kỳ                       | 1                            |       |                       |                       |  |  |                       |                       |
|  | Hoa Kỳ (s.h.p.)              | Hoa Kỳ                       | 1                            | 1     |                       |                       |  |  |                       |                       |
|  | Hoa Kỳ (s.h.p.)              | 6 tháng 8 – Décines-Charpieu |                              | 1     |                       |                       |  |  |                       |                       |
|  | Nhật Bản                     | 0                            |                              |       |                       |                       |  |  |                       |                       |
|  | Nhật Bản                     | 0                            | Hoa Kỳ (s.h.p.)              | 1     |                       |                       |  |  |                       |                       |
|  | 3 tháng 8 – Marseille        |                              | Hoa Kỳ (s.h.p.)              | 1     |                       |                       |  |  |                       |                       |
|  |                              | Đức                          | 0                            |       | Tranh huy chương đồng | Tranh huy chương đồng |  |  |                       |                       |
|  | Canada                       | Đức                          | 0                            | 0 (2) | Tranh huy chương đồng | Tranh huy chương đồng |  |  |                       |                       |
|  | Canada                       |                              | 9 tháng 8 – Décines-Charpieu | 0 (2) |                       |                       |  |  |                       |                       |
|  | Đức (p)                      | 0 (4)                        |                              |       |                       |                       |  |  |                       |                       |
|  | Đức (p)                      | 0 (4)                        | Tây Ban Nha                  | 0     |                       |                       |  |  |                       |                       |
|  |                              |                              |                              |       |                       |                       |  |  |                       |                       |
|  | Đức                          | 1                            |                              |       |                       |                       |  |  |                       |                       |
|  | Đức                          | 1                            |                              |       |                       |                       |  |  |                       |                       |

### Tứ kết
| Hoa Kỳ          | 1–0 (s.h.p.) | Nhật Bản |
| --------------- | ------------ | -------- |
| - Rodman 105+2' | Chi tiết     |          |

| Tây Ban Nha                                  | 2–2 (s.h.p.) | Colombia                              |
| -------------------------------------------- | ------------ | ------------------------------------- |
| - Hermoso 79' - Paredes 90+7'                | Chi tiết     | - Ramírez 12' - Santos 52'            |
| Loạt sút luân lưu                            |              |                                       |
| - Caldentey - Navarro - Paralluelo - Bonmatí | 4–2          | - Usme - Vanegas - Salazar - Carabalí |

| Canada                             | 0–0 (s.h.p.) | Đức                                        |
| ---------------------------------- | ------------ | ------------------------------------------ |
|                                    | Chi tiết     |                                            |
| Loạt sút luân lưu                  |              |                                            |
| - Quinn - Lawrence - Leon - Beckie | 2–4          | - Gwinn - Minge - Lohmann - Rauch - Berger |

| Pháp | 0–1      | Brasil              |
| ---- | -------- | ------------------- |
|      | Chi tiết | - Gabi Portilho 82' |

### Bán kết
| Hoa Kỳ      | 1–0 (s.h.p.) | Đức |
| ----------- | ------------ | --- |
| - Smith 95' | Chi tiết     |     |

| Brasil                                                                  | 4–2      | Tây Ban Nha                                   |
| ----------------------------------------------------------------------- | -------- | --------------------------------------------- |
| - Paredes 6' (l.n.) - Gabi Portilho 45+4' - Adriana 72' - Kerolin 90+1' | Chi tiết | - Duda Sampaio 85' (l.n.) - Paralluelo 90+12' |

### Tranh huy chương đồng
| Tây Ban Nha | 0–1      | Đức                 |
| ----------- | -------- | ------------------- |
|             | Chi tiết | - Gwinn 64' (ph.đ.) |

### Tranh huy chương vàng
| Brasil | 0–1      | Hoa Kỳ        |
| ------ | -------- | ------------- |
|        | Chi tiết | - Swanson 57' |

## Thống kê

### Cầu thủ ghi bàn
Đã có 76 bàn thắng ghi được trong 26 trận đấu, trung bình 2.92 bàn thắng mỗi trận đấu.
5 bàn thắng
- Marie-Antoinette Katoto

4 bàn thắng
- Mallory Swanson
- Barbra Banda

3 bàn thắng
- Lea Schüller
- Sophia Smith
- Trinity Rodman

2 bàn thắng
- Alanna Kennedy
- Steph Catley
- Gabi Portilho
- Vanessa Gilles
- Leicy Santos
- Giulia Gwinn
- Alexia Putellas
- Racheal Kundananji

1 bàn thắng
- Hayley Raso
- Michelle Heyman
- Adriana
- Gabi Nunes
- Jheniffer
- Kerolin
- Cloé Lacasse
- Evelyne Viens
- Jessie Fleming
- Catalina Usme
- Manuela Paví
- Marcela Restrepo
- Mayra Ramírez
- Kenza Dali
- Elisa Senß
- Jule Brand
- Klara Bühl
- Marina Hegering
- Fujino Aoba
- Hamano Maika
- Kitagawa Hikaru
- Kumagai Saki
- Momoko Tanikawa
- Tanaka Mina
- Kate Taylor
- Mackenzie Barry
- Jennifer Echegini
- Aitana Bonmatí
- Athenea del Castillo
- Irene Paredes
- Jenni Hermoso
- Mariona Caldentey
- Salma Paralluelo
- Korbin Albert
- Lynn Williams

1 bàn phản lưới nhà
- Duda Sampaio (trong trận gặp Tây Ban Nha)
- Irene Paredes (trong trận gặp Brasil)
- Ngambo Musole (trong trận gặp Úc)

Nguồn: IOC

## Bảng xếp hạng tổng thể
Theo quy ước thống kê trong bóng đá, các trận đấu phải giải quyết trong hiệp phụ được tính là thắng và thua, còn các trận đấu phải giải quyết bằng loạt sút luân lưu được tính là hòa.
| VT | Đội         | ST | T | H | B | BT | BB | HS  | Đ  | Kết quả chung cuộc  |
| -- | ----------- | -- | - | - | - | -- | -- | --- | -- | ------------------- |
| 1  | Hoa Kỳ      | 6  | 6 | 0 | 0 | 12 | 2  | +10 | 18 | Huy chương vàng     |
| 2  | Brasil      | 6  | 3 | 0 | 3 | 7  | 7  | 0   | 9  | Huy chương bạc      |
| 3  | Đức         | 6  | 3 | 1 | 2 | 9  | 6  | +3  | 10 | Huy chương đồng     |
| 4  | Tây Ban Nha | 6  | 3 | 1 | 2 | 9  | 8  | +1  | 10 | Hạng tư             |
|    |             |    |   |   |   |    |    |     |    |                     |
| 5  | Nhật Bản    | 4  | 2 | 0 | 2 | 6  | 5  | +1  | 6  | Bị loại ở tứ kết    |
| 6  | Pháp (H)    | 4  | 2 | 0 | 2 | 6  | 6  | 0   | 6  | Bị loại ở tứ kết    |
| 7  | Canada      | 4  | 3 | 1 | 0 | 5  | 2  | +3  | 4  | Bị loại ở tứ kết    |
| 8  | Colombia    | 4  | 1 | 1 | 2 | 6  | 6  | 0   | 4  | Bị loại ở tứ kết    |
|    |             |    |   |   |   |    |    |     |    |                     |
| 9  | Úc          | 3  | 1 | 0 | 2 | 7  | 10 | −3  | 3  | Bị loại ở vòng bảng |
| 10 | New Zealand | 3  | 0 | 0 | 3 | 2  | 6  | −4  | 0  | Bị loại ở vòng bảng |
| 11 | Nigeria     | 3  | 0 | 0 | 3 | 1  | 5  | −4  | 0  | Bị loại ở vòng bảng |
| 12 | Zambia      | 3  | 0 | 0 | 3 | 6  | 13 | −7  | 0  | Bị loại ở vòng bảng |

1. ↑  Canada bị FIFA trừ 6 điểm vào ngày 27 tháng 7 năm 2024 vì thành viên ban huấn luyện đội tuyển này đã do thám đối thủ bằng máy bay không người lái bất hợp pháp tại một địa điểm tập luyện chính thức.[10] Quyết định này đã được CAS duy trì vào ngày 31 tháng 7.[11]